# Kaechon Koncentrationslejr
Kaechon Koncentrationslejr (Hangeul: 개천 제1호 교화소, også Kae'chŏn eller Gaecheon) er et fængsel i Nordkorea med mange politiske indsatte. Det officielle navn er Kyo-hwa-so (Genopdragelseslejr) Nr. 1. Ikke at forveksle med Kaechon Interneringslejr (Kwan-li-so Nr. 14), som ligger 20 kilometer længere mod sydøst.
Koncentrationslejren i Kaechon er et stort fængselskompleks på omkring 300 meter i længden og 300 meter i bredden, omgivet af en 4 meter høj mur med pigtråd på toppen. Fangerne, omkring 4.000 mænd og 2.000 kvinder (i 1992), og er politiske fanger blandet med sædvanlig kriminelle. Teoretisk bør fangerne frigives efter genopdragelse gennem arbejde og aftjening af deres straf. Men da fængselsstraffe er meget lange, og betingelserne er ekstremt barske, overlever mange ikke deres fængselsstraffe. Ji Hae-nam anslår, at der under hendes dom på to år døde omkring 20 procent af fangerne.
Hovedformålet med Kaechon-lejren er at straffe folk for at bryde reglerne, mens politiske forbrydelser (f.eks kritik af regeringen) betragtes som alvorlige forbrydelser. Fangerne bliver også brugt som slavearbejdere, der skal opfylde høje produktionskvoter under meget vanskelige betingelser. Til dette formål er der en skofabrik, en læder- og gummifabrik, en tekstilfabrik og andre fabrikker i lejren.

## Fanger (vidner)
- Lee Soon-ok (1987–92 i Kaechon) blev fængslet for påstået underslæb af statsejendom, da hun nægtede at lægge materiale til side for hendes overordnede. Hun blev idømt 13 år i en fangelejr, men løsladt tidligere under en overraskende amnesti.[3]
- Ji Hae-nam (1993–95 i Kaechon) blev fængslet for forstyrrelse af den socialistiske orden, da hun sang en sydkoreansk popsang og blev angivet af en nabo. Hun blev idømt 3 år i en fangelejr, men løsladt efter 2 år og 2 måneder.[4]